# 元莊太子
元莊太子（韓語：원장태자，？—？），名字不詳，是高麗國太祖王建的王太子，也是侄子高麗景宗岳父。

## 生平
元莊太子是高麗太祖王建與貞德王后柳氏（韓語：정덕왕후 유씨）的兒子，有同母兄弟姊妹王位君（韓語：왕위군）、仁愛君（韓語：인애군）、助伊君（韓語：조이군）、文惠王后和宣義王后。
元莊太子後來娶了同父異母的姊妹興芳宮主（韓語：흥방궁주）為妻，生下一子一女：興芳宮大君（韓語：흥방궁대군）和女兒柳氏；而柳氏則被元莊太子的侄子高麗景宗王伷納入後宮，封為大明宮夫人（韓語：대명궁부인）。

## 家庭

### 妻妾
- 興芳宮主（朝鲜语：흥방궁주）

### 子女
- 興芳宮大君
- 大明宮夫人